# 予想紙
予想紙（よそうし）とは公営競技（競馬・競輪・競艇・オートレース）の競走（レース）を予想するために必要な情報を記載している専門紙であり、競技名の後に新聞という名をつけて「○○新聞」などとも呼ばれている。大都市周辺では専門紙の出版社が、地方ではその競走場に所属する予想屋がそれぞれ発行している場合が多い。
紙面には出走選手や出走機体の過去成績などの詳細な情報が記載されており、公営競技場やコンビニエンスストアなどで500円程度で購入でき、近年ではオンライン新聞やニューズレター、マルチコピー機などでの販売もされている。
なおスポーツ新聞各紙にも公営競技の予想欄があり、発行される地域の公営競技の情報が載せられている。またGP・G1（競輪）、SG（競艇）などの全国発売レースではスポーツ新聞でもかなり詳しく掲載されることがあり、こちらを利用する者も多い。

## 予想印
予想印は各競走対象（馬・選手）への評価を記号化したもの。これは日本独特のもので、1924年（大正13年）に関西の競馬を予想の対象として発行した「中島高級競馬號」が採用したものであるとされている。
評価の段階は大まかに分けて本命・対抗・単穴・連下の4つに分かれているが、その記号は各競技および各予想紙間で統一されてはいない。
おおむね関東圏では「◎→○→▲→△」、関西圏では「◎→○→▲→△→×」が評価順となっている。この他に注目される競走対象として「注」の字を用いる新聞もある。また、初心者に勘違いが多いが「印=人気」ではない。用いられる印の形から予想印を「ダンゴ」、予想印を打つことを「ダンゴを打つ」ということもある。またこの手法を転用して、他のスポーツ競技や選挙などの事前予想で用いられることも多い。
専門予想紙では通常、複数の予想者（4 - 15人程度）が各競走対象を評価する。スポーツ新聞では中央競馬は6 - 10人程度で評価しているが、他の公営競技については1人で評価している場合が多い。

### 本命
予想印は◎（にじゅうまる）。そのレースで最も勝つ可能性が高いと考えられる競走対象に付けられる。ただし新聞社や予想者によっては最も連対する可能性が高いか、もしくは投票券の軸となると考えられる競走対象というケースもある。
記号の形から俗称として「デンデンムシ」や「グリグリ」と呼ばれることもある。また、本命と予想した中で最も自信がある場合に◎の内側の円を黒く塗り潰した印（形から「蛇の目（じゃのめ）」と呼ばれることがある）をつけている予想紙もある。
一般的にはあるレースで特定の馬・選手の能力が突出していると考えられる場合、複数の予想者が本命（◎）を付けることになるために◎の数が多くなるが、上位と目される馬・選手の能力が平均している場合には次項以降の対抗（○）や単穴（▲）を付ける予想者もあり、評価が分かれる傾向がある。

### 対抗
予想印は○（まる）。本命を負かす可能性があると考えられる競走対象に付けられる。2番目に強いと考えられる競走対象と解釈されることもある。

### 単穴
予想印は基本的に▲（くろさんかく）。展開次第では本命・対抗を負かせるかもしれない競走対象に付けられる。3番目に強いと考えられる競走対象と解釈されることもある。

### 連下
読み方は「れんした」。「複穴」（ふくあな）ともいう。レースに勝つのは難しいが、2着以内に入る可能性は高いと考えられる競走対象につけられるが、近年では三連複・三連単に対応するために3着以内としていることもある。
予想印は基本的に△（しろさんかく）だが、特に1競走あたりの出走頭数が多い競馬では、連下の中での評価順をつけるために、印がさらに細分化されていることもあり、△の中でもっとも推奨度が高いという意味を持つ「二重三角」（にじゅうさんかく）や△1、△2…といった表現もある。最大出走数が6の競艇、8のオートレース、9の競輪では見られない。

### 問題外
「論外」や「無印」とも言われる。その名の通り全く期待されていないが、たまに番狂わせを起こすこともある競走対象に付けられる。
予想印は基本的になし（無印）だが、問題外の数が少ないときは×（ばつ）が付けられる。

### その他
主に関西圏で使用されている「注目」は、連下よりも下、問題外よりも上の評価にあたり、確率はとても低いが、2・3着以内に入る可能性のある競走対象につけられる。
予想印は基本的に×だが、問題外が×のときは☆（しろぼし）や「注」だったり、×そのものを使わない場合があるので、予想紙を使用するときには注意が必要である。

## 競輪の予想紙

### 北日本
- オール競輪（函館競輪場）
- 函館競輪（函館競輪場）
- 北競（函館競輪場）
- 青森競輪（青森競輪場）
- 日本競輪（青森競輪場）
- 青競（いわき平競輪場。光陽印刷）

休刊
- 赤競（いわき平競輪場。坂倉出版）（2023年7月17日開催分を以て）

### 関東・南関東
- 赤競（日刊プロスポーツ、大洋出版）
- 青競（スポーツニュース社）
- 川崎サイクル（東京都・神奈川県）
- 小田競（神奈川県・静岡県）

休刊
- 黒競
- アカギ競輪（前橋競輪場）

### 中部
- スポーツと競輪（弥彦競輪場）
- ひかり（伊東温泉競輪場・静岡競輪場。富山競輪場版は別編集）
- 中部競輪（富山競輪場版は別編集）

### 近畿
- 競輪研究
- 中部競輪（福井競輪場。中部版とは別編集）

廃刊
- 競輪ダービー（2023年8月31日開催分を以て）

### 中国・四国
- 競輪毎日（玉野競輪場・高松競輪場）
- ABC新聞（玉野競輪場・高松競輪場）
- 競輪ダービー（広島競輪場・高知競輪場。近畿版とは別編集）
- リズム（広島競輪場・防府競輪場）
- 趣味の百萬両（高松競輪場）
- サイクルファン（小松島競輪場）
- 競輪研究（高知競輪場。近畿版とは別編集）
- 福ちゃん新聞（高知競輪場）
- 情報（松山競輪場）
- 競輪金星（松山競輪場）
- ホープ社（松山競輪場）
- 愛輪情報（松山競輪場）

### 九州
- コンドル（小倉競輪場・熊本競輪場・久留米競輪場）
- 競輪通信（久留米競輪場）
- サイクル王（久留米競輪場）
- プロスポーツ百万弗（武雄競輪場・佐世保競輪場）
- ホープ（武雄競輪場・佐世保競輪場）
- 別府競輪ダービー（別府競輪場。近畿版とは別編集）
- 読売（熊本競輪場）

休刊
- キング（小倉競輪場）
- 新報（久留米競輪場。「コンドル」の姉妹版） → 2016年にコンドルとして事実上復活。

## 競艇の予想紙

### 関東
- ファイティングボートガイド
- ボートレース研究

休刊
- 競艇ニュース
- 競艇日本
- 競艇タイムス（桐生競艇場）

### 東海
- 日競（浜名湖競艇場）
- 大浜名（浜名湖競艇場）
- 競艇日報（蒲郡競艇場）
- とこなめ情報（常滑競艇場）
- ハヤブサ（津競艇場）
- 中部競艇（津競艇場）

### 近畿
- 競艇専門紙ニュース（近畿地区のほか津競艇場（東海地区）・児島競艇場（中国地区）も発売）
- 日報（三国競艇場）

### 中国・四国・九州
- ボート通信（鳴門競艇場）
- 競艇ブック（鳴門競艇場）
- 銀艇（児島競艇場）
- タイムス（児島競艇場）
- ブイ（宮島競艇場）
- 3ちゃん（徳山競艇場）
- 必勝（徳山競艇場）
- かもめ（唐津競艇場・大村競艇場）
- 大唐津（唐津競艇場・大村競艇場）

なお、福岡競艇場では予想屋が予想紙を発行している。
休刊
- 競艇研究（住之江競艇場・尼崎競艇場）
- 競艇ダービー（住之江競艇場・尼崎競艇場）
- ていゆうニュース（丸亀競艇場・若松競艇場・芦屋競艇場）
- ニュー研究（宮島競艇場、「ていゆうニュース」と同じ発行元）

## オートレースの予想紙

### 関東
- オートタイムス（川口オートレース場）
- Autoニュース（伊勢崎オートレース場。船橋・川口版は別編集）

休刊
- 日刊オート（川口オートレース場）
- アカギAUTO（伊勢崎オートレース場）
- オートニュース（船橋オートレース場、川口オートレース場。伊勢崎版は別編集）
- オートレース研究（船橋オートレース場、川口オートレース場、伊勢崎オートレース場） - 2021年5月27日号をもって休刊

### 中部（浜松オートレース場）
- 日競

休刊
- 大浜名（2020年12月12日廃刊）
- 大名

### 九州（飯塚オートレース場）
- 王将
- オートキング
- チャンピオン
- メグロ
- ライオン

### 中国（山陽オートレース場）
- 情報社
- ダイヤモンド
- 日若